# چانگ یوان
چانگ یوان (انگلیسی: Chang Yuan؛ زادهٔ ۲۴ ژوئن ۱۹۹۷) بوکسور زن اهل چین است.